# ارسال به اتاق زیرشیروانی
ارسال به اتاق زیرشیروانی (به انگلیسی: The Attic Expeditions) یا وحشت در اتاق زیرشیروانی (به انگلیسی: Horror in the Attic) فیلمی محصول سال ۲۰۰۱ و به کارگردانی جرمی کاستون است. در این فیلم بازیگرانی همچون آندراس جونز، ست گرین، جفری کمبس، وندی روبی، تد ریمی و آلیس کوپر ایفای نقش کرده‌اند.